# الثغب
الثقب هي قرية مهجورة في قطر تقع في بلدية الشمال على بعد حوالي 110 كيلومتر من العاصمة الدوحة. الثقب قريبة من مستوطنتي الرويدة والخوير والأخيرة تبعد 3 أميال فقط. تقع قلعة الثقب في محيط المستوطنة.

## التاريخ
أظهرت الأدلة الأثرية أن الثقب مأهولة بالسكان منذ القرن العاشر. في كتاب دليل الخليج لجون غوردون لوريمر ذكر أنه في عام 1908 استقبلت الثقب بئرا من سكان قرية الخوير القريبة لجلب مياههم. وصف البئر بأنه يبلغ عمقه حوالي 35 قدما ويؤدي إلى ماء جيد.

## قلعة الثقب
قلعة الثقب مستطيلة الشكل وبها 4 أبراج. يوجد فناء مع سلالم تؤدي إلى الأبراج في وسط القلعة. بنيت في الفترة ما بين القرن السابع عشر والتاسع عشر.

## معرض صور

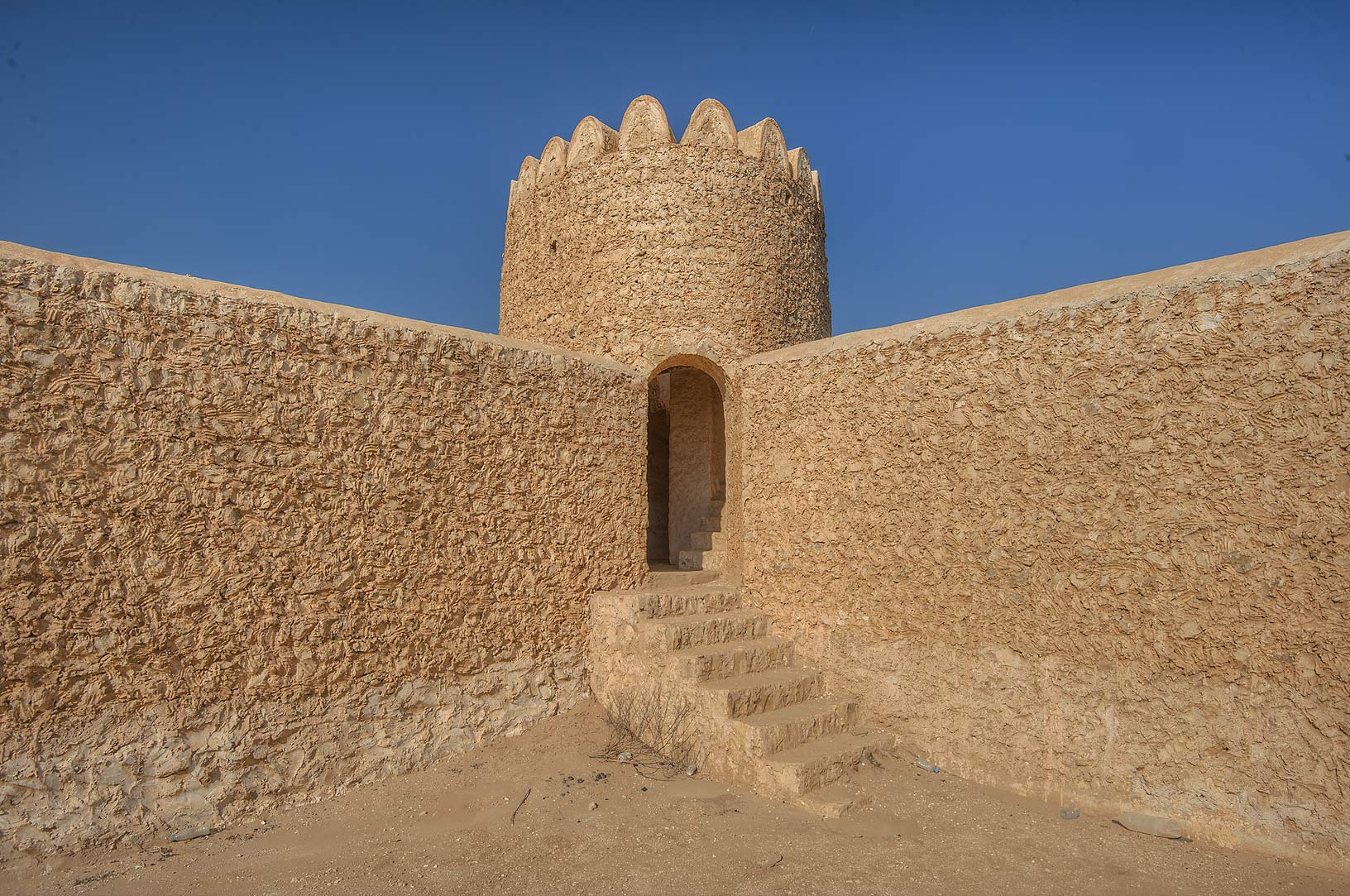
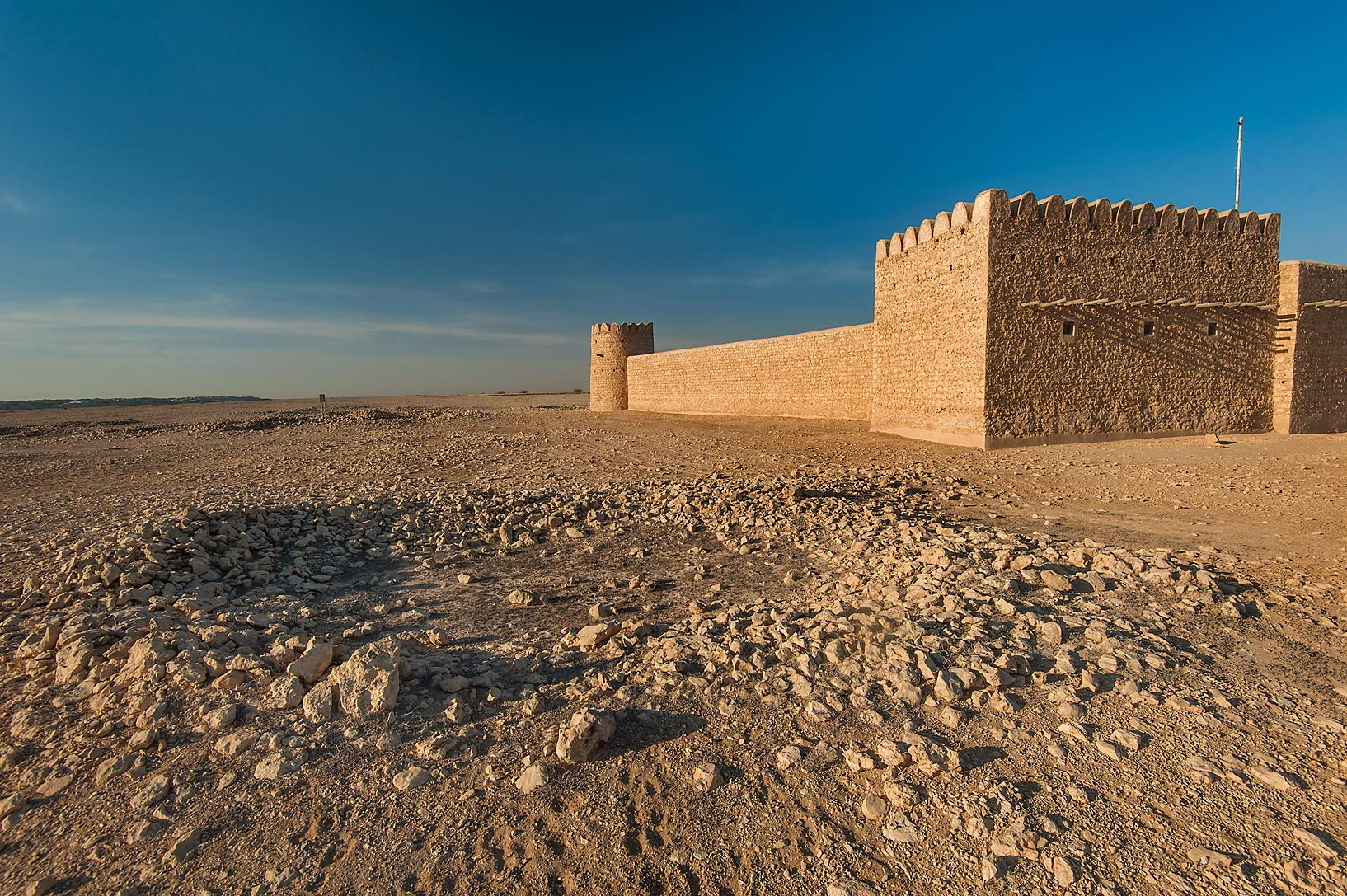
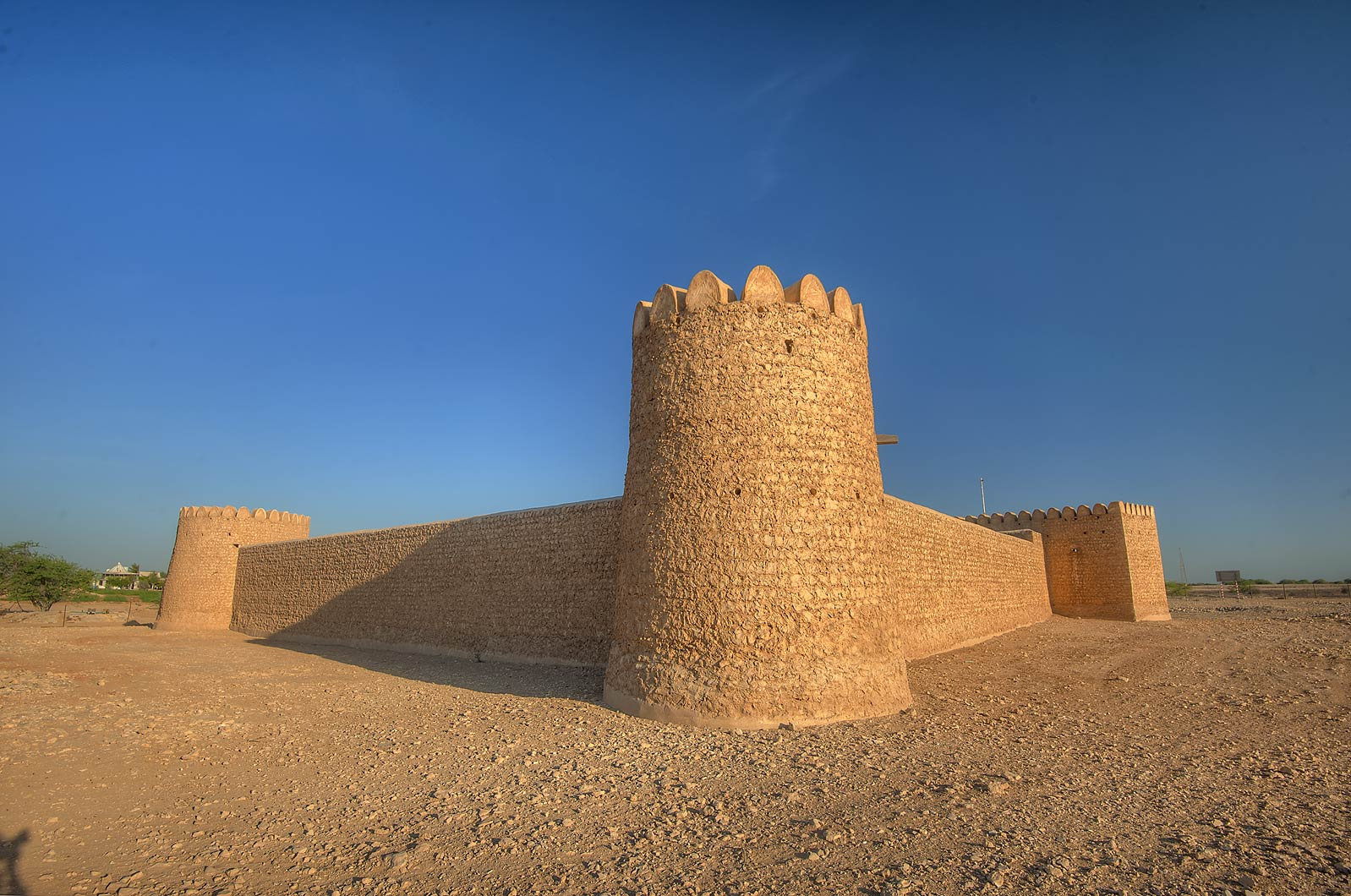
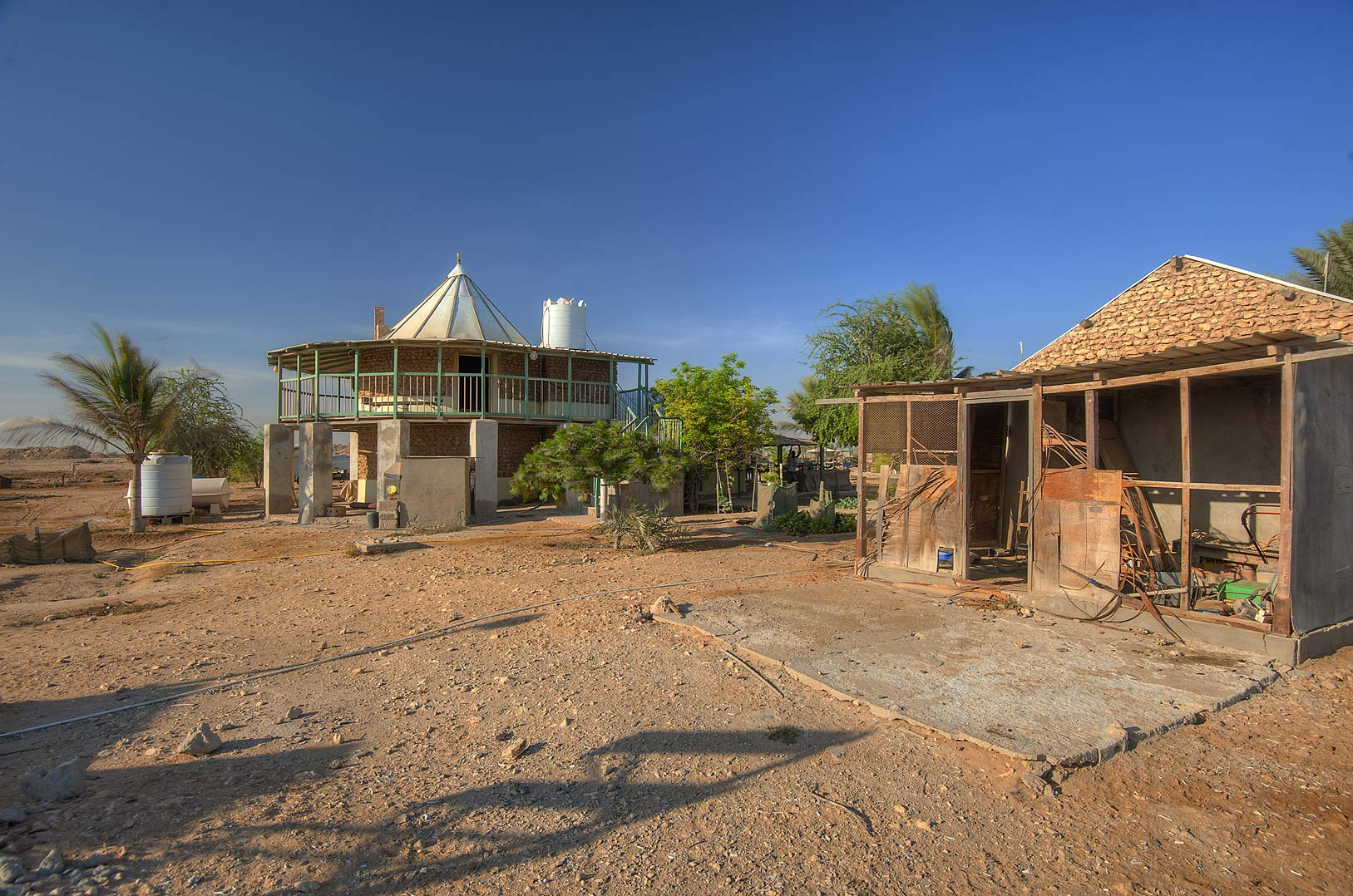